# Amoaba plumosa
Amoaba plumosa är en skalbaggsart som beskrevs av Dilma Solange Napp och Martins 2006. Amoaba plumosa ingår i släktet Amoaba och familjen långhorningar. Inga underarter finns listade i Catalogue of Life.